# Liste der Baudenkmäler in Saal an der Saale
Auf dieser Seite sind die Baudenkmäler in dem unterfränkischen Markt Saal an der Saale zusammengestellt. Diese Tabelle ist eine Teilliste der Liste der Baudenkmäler in Bayern. Grundlage ist die Bayerische Denkmalliste, die auf Basis des Bayerischen Denkmalschutzgesetzes vom 1. Oktober 1973 erstmals erstellt wurde und seither durch das Bayerische Landesamt für Denkmalpflege geführt wird. Die folgenden Angaben ersetzen nicht die rechtsverbindliche Auskunft der Denkmalschutzbehörde.

## Dorfmauer Saal
| Lage                      | Objekt              | Beschreibung                               | Akten-Nr.              | Bild |
| ------------------------- | ------------------- | ------------------------------------------ | ---------------------- | ---- |
| Hauptstraße 2 (Standort)  | Reste der Dorfmauer | Sandstein, Bruchstein, spätmittelalterlich | D-6-73-160-38 Wikidata | BW   |
| Hauptstraße 18 (Standort) | Rest der Dorfmauer  | An der Hofrückseite                        | D-6-73-160-49 Wikidata | BW   |

## Baudenkmäler nach Gemeindeteilen

### Saal

#### Baudenkmäler auf dem Weg zur Wallfahrtskirche
| Lage                                                                                          | Objekt                                         | Beschreibung | Akten-Nr.              | Bild                          |
| --------------------------------------------------------------------------------------------- | ---------------------------------------------- | --- | ---------------------- | ----------------------------- |
| Saale, am Beginn des Stationsweges vom Ort zur Wallfahrtskirche auf dem Findelberg (Standort) | Dreibogige Steinbrücke über die Saale          | Von 1767 | D-6-73-160-33 Wikidata | weitere Bilder                |
| Saale, am Beginn des Stationsweges vom Ort zur Wallfahrtskirche auf dem Findelberg (Standort) | Statue des heiligen Johann Nepomuk             | bezeichnet „1746“ | D-6-73-160-33 Wikidata | weitere Bilder                |
| Saale, am Beginn des Stationsweges vom Ort zur Wallfahrtskirche auf dem Findelberg (Standort) | Marienstatue                                   | 18. Jahrhundert | D-6-73-160-33 Wikidata | weitere Bilder                |
| Findelbergweg, am Fußweg zum Findelberg (Standort)                                            | Kreuzschlepper                                 | Sandstein, barock, 18. Jahrhundert | D-6-73-160-23 Wikidata | weitere Bilder                |
| Findelbergweg, Roter Hauck, am Fußweg zum Findelberg (Standort)                               | Statue des Erzengels Michael                   | Im Sockel Relief, Höllensturz, Sandstein, barock, von 1731 | D-6-73-160-24 Wikidata | Statue des Erzengels Michael  |
| Roter Hauck, am Fußweg zum Findelberg (Standort)                                              | Statue des Heiligen Sebastian                  | Im Sockel Relief, Szene aus der Sebastianslegende, Sandstein, barock, von 1730 | D-6-73-160-25 Wikidata | Statue des Heiligen Sebastian |
| Roter Hauck, am Fußweg zum Findelberg (Standort)                                              | Statue des Heiligen Joseph                     | Im Sockel Relief, Flucht nach Ägypten, Sandstein, barock, von 1726 | D-6-73-160-26 Wikidata | BW                            |
| Findelbergweg 35 (Standort)                                                                   | Rosenkranztreppe                               | Sandsteintreppe, ehemaliger einziger Zugang zum Findelberg, 18. Jahrhundert | D-6-73-160-1 Wikidata  | BW                            |
| Findelbergweg 35, um die Wallfahrtskirche herumführend (Standort)                             | Kreuzweg auf dem Findelberg                    | Außerhalb der alten Kirchhofmauer vor dem Kirchhofportal beginnende halbhohe Stationen mit gefassten Reliefs, barock, 18. Jahrhundert, 1847 restauriert                                                                                         | D-6-73-160-29 Wikidata | weitere Bilder                |
| Findelbergweg 35, um die Wallfahrtskirche herumführend (Standort)                             | Kreuzweg auf dem Findelberg                    | Station XII ein Hochkreuz, Sandstein, von 1743 | D-6-73-160-29 Wikidata | weitere Bilder                |
| Findelbergweg 35, um die Wallfahrtskirche herumführend (Standort)                             | Kreuzweg auf dem Findelberg                    | Station XIV, Grablegungsrelief, um 1600, in der Friedhofskapelle | D-6-73-160-29 Wikidata | BW                            |
| Findelbergweg 35, auf dem Findelberg im Kirchhof südwestlich der Wallfahrtskirche (Standort)  | Bildstock                                      | Reliefs Kreuzabnahme und Petrus, Sandstein, barock, bezeichnet „1617“ | D-6-73-160-27 Wikidata | weitere Bilder                |
| Findelbergweg 35 (Standort)                                                                   | Friedhofsmauer                                 | Portal mit Schutzmantelmadonna von 1725 | D-6-73-160-1 Wikidata  | weitere Bilder                |
| Findelbergweg 35 (Standort)                                                                   | Friedhofskapelle                               | Quadratischer Massivbau mit Pyramidendach, 18. Jahrhundert, mit Ausstattung | D-6-73-160-1 Wikidata  | weitere Bilder                |
| Findelbergweg 35 (Standort)                                                                   | Bildstock                                      | Reliefs: Marienkrönung und Kreuzigungsgruppe, Sandstein, bezeichnet „1621“ | D-6-73-160-47 Wikidata | weitere Bilder                |
| Findelbergweg 35 (Standort)                                                                   | Katholische Wallfahrtskirche Mariä Heimsuchung | Saalkirche mit polygonalem Chor und seitlichem Turm mit Spitzhelm, bezeichnet „1499“, Langhaus mit Satteldach und gegliederter Sandsteinfassade mit Nischenfiguren und Schweifgiebel, barock, 1780–85 von Hans Michael Schauer, mit Ausstattung | D-6-73-160-1 Wikidata  | weitere Bilder                |
| Findelbergweg 35 (Standort)                                                                   | Friedhofskreuz                                 | Mit Assistenzfiguren, Sandstein, spätbarock, bezeichnet „1749“ | D-6-73-160-1 Wikidata  | BW                            |
| Findelbergweg 35 (Standort)                                                                   | Kriegergedächtniskapelle                       | Verputzter Massivbau mit vorgezogenem Satteldach auf Holzstützen, von 1920, mit Portal von 1593, mit Ausstattung | D-6-73-160-1 Wikidata  | weitere Bilder                |
| Findelbergweg 35 (Standort)                                                                   | Lourdesgrotte                                  | Mit Steinfiguren, von 1905/06 | D-6-73-160-1 Wikidata  | BW                            |
| Findelbergweg 35 (Standort)                                                                   | Ölberggrotte                                   | Mit Großfiguren der Firma Reyle, Düsseldorf, 1910 | D-6-73-160-1 Wikidata  | Ölberggrotte                  |
| Findelbergweg 35 (Standort)                                                                   | Josefsgrotte                                   | Findlingsbau mit Flachsatteldach, Figurengruppe Tod des Hl. Josef von der Firma Reyle - Düsseldorf, 1910 | D-6-73-160-1 Wikidata  | BW                            |
| Findelbergweg 35 (Standort)                                                                   | Mariä Heimsuchungsgrotte                       | Mit Terrakottafiguren von Jakob Sonnleitner, 1934 | D-6-73-160-1 Wikidata  | Mariä Heimsuchungsgrotte      |

#### Kernort Saal
| Lage                                                             | Objekt                                         | Beschreibung | Akten-Nr.              | Bild           |
| ---------------------------------------------------------------- | ---------------------------------------------- | --- | ---------------------- | -------------- |
| An der Kirche 2 (Standort)                                       | Bildstock                                      | Relief: Vesperbild, rückseitig Inschrift, Sandstein, bezeichnet „1609“ | D-6-73-160-44 Wikidata | weitere Bilder |
| An der Kirche 2 (Standort)                                       | Figur des gegeißelten Heilands                 | Sandstein, Frührokoko, 1758 | D-6-73-160-43 Wikidata | weitere Bilder |
| An der Kirche 2 (Standort)                                       | Katholische Pfarrkirche Heilige Dreifaltigkeit | Früher Mariä Himmelfahrt, erweiterte Chorturmkirche, Massivbau mit Satteldach, Turm mit Zwiebelhaube, spätgotisches Chorpolygon um 1450/70, Chorturm und Schiff nachgotisch, 1612 neu errichtet, 1885–88 neugotisch nach Westen verlängert, Kernbau bei Langhauserweiterung durch Seitenschiffe mit Pultdächern 1976/77 erhalten, mit Ausstattung | D-6-73-160-13 Wikidata | weitere Bilder |
| Aspenweg, Saale (Standort)                                       | Steinbrücke über die Saale                     | Zweibogig, Bruchstein und Haustein, von 1701 | D-6-73-160-34 Wikidata | weitere Bilder |
| Hauptstraße 2 (Standort)                                         | Pforte                                         | Mit engelbesetztem Schulterbogenportal, Sandstein, 1726 | D-6-73-160-2 Wikidata  | weitere Bilder |
| Hauptstraße 3 (Standort)                                         | Pforte                                         | Mit Vorhangbogen und Torpfeiler mit Rosettenornament, Sandstein, 1614 | D-6-73-160-3 Wikidata  | weitere Bilder |
| Hauptstraße 6 (Standort)                                         | Immaculata                                     | 18. Jahrhundert; zurzeit in Bad Königshofen im Grabfeld deponiert | D-6-73-160-6 Wikidata  | BW             |
| Hauptstraße 18 (Standort)                                        | Bauernhaus                                     | Giebelständiger zweigeschossiger verputzter Fachwerkbau mit Satteldach, zweite Hälfte 18. Jahrhundert | D-6-73-160-49 Wikidata | weitere Bilder |
| Hauptstraße 20 (Standort)                                        | Wohnhaus                                       | Zweigeschossiger giebelständiger Satteldachbau, Fachwerk bezeichnet „1780“, rückwärtiger Flügel mit Hochlaube | D-6-73-160-7 Wikidata  | weitere Bilder |
| Hauptstraße 35 (Standort)                                        | Hofanlage                                      | Ehemaliges Wohnhaus, zweigeschossiger Fachwerkbau mit Satteldach und Hofdurchfahrt, 18. Jh. | D-6-73-160-57          | Hofanlage      |
| Hauptstraße 35 (Standort)                                        | Hofanlage                                      | Ehemaliges Wirtschaftsgebäude, zweigeschossiger Fachwerkbau mit massivem Erdgeschoss, Satteldach und Laube, zeitgleich | D-6-73-160-57          | BW             |
| Hauptstraße 35 (Standort)                                        | Hofanlage                                      | Scheune, Fachwerkbau mit Satteldach, wohl zeitgleich | D-6-73-160-57          | BW             |
| Hauptstraße 36 (Standort)                                        | Bauernhof                                      | Zweigeschossiges giebelständiges Wohnhaus mit Satteldach, Erdgeschoss massiv, Obergeschoss mit Zierfachwerk, Anfang 17. Jahrhundert | D-6-73-160-9 Wikidata  | weitere Bilder |
| Hauptstraße 36 (Standort)                                        | Hoftorpfeiler                                  | und Pforte mit Vorhangbogen, bezeichnet „1606“ | D-6-73-160-9 Wikidata  | weitere Bilder |
| Hauptstraße 36 (Standort)                                        | Scheune                                        | Rückwärtig, mehrfach veränderter traufständiger Fachwerkbau mit gleich breitem übergiebeltem Quervorbau und vorgelagerten Seitenbauten, 19. Jahrhundert | D-6-73-160-9 Wikidata  | BW             |
| Herrngasse 5 (Standort)                                          | Zehntscheune                                   | Giebelständiger Hausteinbau, verputzt, mit Halbwalmdach, 1740 | D-6-73-160-11 Wikidata | BW             |
| Hinter der Steinmühle, an der Straße nach Königshofen (Standort) | Hochkreuz                                      | Mit Maria als Assistenzfigur am Fuß des Kreuzstammes, Sandstein, spätbarock, 1757 | D-6-73-160-31 Wikidata | BW             |
| Hohlgarten, an der Kreuzung Hohlgarten/Marienstraße (Standort)   | Bildstock                                      | Relief mit kniendem Stifter, Maria und Johannes unter dem Kreuz, an den Seiten Heiligenreliefs, 17. Jahrhundert | D-6-73-160-21 Wikidata | BW             |
| Kehl (Standort)                                                  | Bildstock                                      | Reliefs: Heilige Familie unter Gottvater und Heiliggeisttaube, seitlich die Apostel Johannes und Jakobus, rückseitig Medaillon mit Drachenkampf des heiligen Georg in Akanthusrahmung, als Bekrönung Nepomukfigur, Sandstein, barock, von Jakob Bindrim, 1723                                                                                     | D-6-73-160-4 Wikidata  | weitere Bilder |
| Kehl 25 (Standort)                                               | Pforte                                         | Mit klassizistischer Ornamentik, Sandstein, um 1800; Durchgang vermauert | D-6-73-160-12 Wikidata | weitere Bilder |
| Marktplatz 1, 3 (Standort)                                       | Torturm der ehemaligen Kirchhofbefestigung     | Mit gestufter oktogonaler Haube, Bruchstein und Haustein, 16./17. Jahrhundert | D-6-73-160-14 Wikidata | weitere Bilder |
| Mittelweg, am Ortsausgang nach Königshofen (Standort)            | Bildstock mit Pietà                            | Sandstein, barock, von Jakob Bindrim 1728 | D-6-73-160-32 Wikidata | BW             |
| Nähe Peter-Herrlein-Straße (Standort)                            | Torpfeiler                                     | Und Pforte mit Vorhangbogen, Sandstein, bezeichnet „1619“ | D-6-73-160-15 Wikidata | weitere Bilder |
| Peter-Herrlein-Straße 5 (Standort)                               | Bauernhof                                      | Zweigeschossiges giebelständiges Wohnhaus mit Zierfachwerk, 1701 | D-6-73-160-16 Wikidata | weitere Bilder |
| Peter-Herrlein-Straße 5 (Standort)                               | Bauernhof                                      | Nebengebäude, Satteldachbauten, Fachwerk, 19. Jahrhundert | D-6-73-160-16 Wikidata | weitere Bilder |
| Peter-Herrlein-Straße 5 (Standort)                               | Bauernhof                                      | Hoftor, seitlich Pforte mit Vorhangbogen, darüber Marienfigur, bezeichnet „1822“ | D-6-73-160-16 Wikidata | weitere Bilder |
| Peter-Herrlein-Straße 7 (Standort)                               | Wohnhaus                                       | Auf Winkelgrundriss, zweigeschossiger Satteldachbau, Fachwerk, hofseitige Hochlaube, 17./18. Jahrhundert | D-6-73-160-17 Wikidata | weitere Bilder |
| Raiffeisenstraße 13 (Standort)                                   | Bildstock                                      | Reliefs: Johannes Baptista (stark verwittert), Rückseite: Stifter unter dem Kruzifix, Sandstein, zweite Hälfte 18. Jahrhundert | D-6-73-160-19 Wikidata | BW             |
| Rathausstraße 2 (Standort)                                       | Rathaus                                        | Freistehender zweigeschossiger Satteldachbau in Ecklage, Erdgeschoss massiv, Obergeschoss in Fachwerk, bezeichnet „1592“, seitlich erneuerte überdachte Freitreppe zum Obergeschoss, bezeichnet „1976“ | D-6-73-160-18 Wikidata | weitere Bilder |
| Rhönstraße, vor Nr. 1 (Standort)                                 | Bildstock                                      | Relief Kreuzigungsgruppe, am Pfeiler Wappenreliefs, Sandstein, bezeichnet „1589“ | D-6-73-160-22 Wikidata | BW             |
| Roter Hauck, an der Straße zum Findelberg (Standort)             | Bildstock                                      | Gnadenstuhlrelief, Sandstein, bezeichnet „1698“, 1920 renoviert | D-6-73-160-30 Wikidata | weitere Bilder |
| Stegau, an der Saalebrücke der B 279 (Standort)                  | Statue des Heiligen Johannes Nepomuk           | Sandstein, barock, bezeichnet „1743“ | D-6-73-160-20 Wikidata | BW             |

### Waltershausen
| Lage                                                                        | Objekt                                                  | Beschreibung | Akten-Nr.              | Bild           |
| --------------------------------------------------------------------------- | ------------------------------------------------------- | --- | ---------------------- | -------------- |
| Charlotte-von-Kalb-Straße 13 (Standort)                                     | Steinbrücke                                             | Zwei Segmentbögen, regelmäßiges symmetrisches Sandsteinquadermauerwerk, bezeichnet „1909“, Brüstung erneuert, bezeichnet „1926“ | D-6-73-160-65 Wikidata | weitere Bilder |
| Kirchplatz (Standort)                                                       | Kriegerdenkmal für die Gefallenen des Ersten Weltkriegs | Als Bekrönung Drachenkampf des Erzengels Michael, Sandstein, bezeichnet „1924“; seitlich Tafeln der Gefallenen des Zweiten Weltkriegs | D-6-73-160-42 Wikidata | weitere Bilder |
| Kirchplatz 9 (Standort)                                                     | Evangelisch-lutherische Pfarrkirche St. Georg           | Massive Saalkirche mit Satteldach, polygonaler verschieferter Giebeldachreiter mit Haubenlaterne, spätes 16. Jahrhundert mit spätmittelalterlichem Kern; mit Ausstattung | D-6-73-160-35 Wikidata | weitere Bilder |
| Martin-Luther-Straße 7 (Standort)                                           | Gasthaus                                                | Zweigeschossiger traufständiger Bau mit Krüppelwalmdach, verputztes Fachwerk, im Obergeschoss traufseitig freiliegend, um 1800 | D-6-73-160-63 Wikidata | weitere Bilder |
| Martin-Luther-Straße, Nenningerstraße, Nähe Martin-Luther-Straße (Standort) | Meilensäule                                             | Sandstein, Mitte 19. Jahrhundert | D-6-73-160-41          | BW             |
| Nähe Nenningerstraße (Standort)                                             | Friedhof                                                | Grabdenkmäler der Freiherren Sartorius von Waltershausen sowie der Pfarrer Nenninger und Dieterich, Sandstein, eines schwarzer Marmor mit gusseisernem Zaun, 19. Jahrhundert | D-6-73-160-37 Wikidata | weitere Bilder |
| Schloßstraße 1 (Standort)                                                   | Schloss                                                 | Dreiflügelige Anlage mit vier runden Ecktürmen, verputzter Massivbau mit Walmdach, Türme mit Haubendächern, im Kern Renaissancebau, 1619–1627 auf den Resten einer hochmittelalterlichen Burganlage eingeschossig errichtet, unter Beteiligung Balthasar Neumanns 1723 zum dreigeschossigen Barockschloss ausgebaut, Umbau zum Erholungsheim der Deutschen Bundespost 1965–68; mit Ausstattung (unter anderem Rokokosaal) | D-6-73-160-36 Wikidata | weitere Bilder |
| Schloßstraße 1 (Standort)                                                   | Nebengebäude                                            | Dreiteilig, mit höherem Mittelbau, Satteldächer mit Schwebegebinden, um 1900 | D-6-73-160-36 Wikidata | weitere Bilder |
| Schloßstraße 1 (Standort)                                                   | Schlosspark                                             | Landschaftsgarten mit Terrassierungen und Paille-Maille-Allee an der Nordseite, 18./19. Jh. | D-6-73-160-36 Wikidata | BW             |
| Vorderholz (Standort)                                                       | Ehemaliger Grabstein                                    | Mit Pietàrelief unter Vorhangmotiv, Sandstein, barock, zweite Hälfte 18. Jahrhundert | D-6-73-160-48 Wikidata | BW             |

## Ehemalige Baudenkmäler
In diesem Abschnitt sind Objekte aufgeführt, die früher einmal in der Denkmalliste eingetragen waren, jetzt aber nicht mehr. Objekte, die in anderem Zusammenhang – also z. B. als Teil eines Baudenkmals – weiter eingetragen sind, sollen hier nicht aufgeführt werden. Aktennummern in diesem Abschnitt sind ehemalige, jetzt nicht mehr gültige Aktennummern.

| Lage                           | Objekt         | Beschreibung | Akten-Nr.             | Bild |
| ------------------------------ | -------------- | --- | --------------------- | ---- |
| Saal Hauptstraße 4 (Standort)  | Bauernwohnhaus | Zweigeschossiger giebelständiger Satteldachbau, Fachwerk verputzt, von 1776                                     | D-6-73-160-5 Wikidata | BW   |
| Saal Hauptstraße 4 (Standort)  | Hoftoranlage   | Sandstein, bezeichnet mit „1776“                                                                                | D-6-73-160-5 Wikidata | BW   |
| Saal Hauptstraße 32 (Standort) | Bauernwohnhaus | Traufständiger zweigeschossiger Satteldachbau, einseitig abgewalmt, verputzter Fachwerkbau, 17./18. Jahrhundert | D-6-73-160-8 Wikidata | BW   |
| Saal Hauptstraße 56 ()         | Hausfigur      | 18. Jahrhundert                                                                                                 | D-6-73-160-10         |      |